# Hofgut Hochflur
Das Hofgut Hochflur, auch Haufler genannt, ist eine Wüstung und Flurname im Stadtteil Neustadt an der Rems der Stadt Waiblingen im baden-württembergischen Rems-Murr-Kreis.

## Geschichte
Das Hofgut Hochflur wird erstmals 1262 erwähnt, als es von Graf Ulrich II. von Württemberg an den Truchsessen Rupert von Tannenfels und seinen Neffen Symon übertragen wurde. Später fiel das Hofgut an das Frauenkloster Pfullingen. In einer Urkunde aus dem Jahr 1273 ist aufgeführt, dass Graf Ulrich von Württemberg den Verkauf von Gütern in Hochflur durch seinen ehemaligen Marschall Konrad Ritter an Kloster Salem (bestätigt) und befreit diese Güter von allen Abgaben. In dem Besitzverzeichnis des Klosters Salem taucht das Hofgut Haufler allerdings nicht auf. Möglicherweise wurde der Kauf nie vollzogen. 1351 ist das Hofgut abgegangen und wurde später in einzelne Grundstücke aufgeteilt.
In der Beschreibung des Oberamts Waiblingen wird der Hauflerberg als beste Weinlage in Neustadt genannt. Auch erwähnt der Verfasser Reste eines unterirdischen Gangs. Dieser Gang könnte zu einer Burg gehört haben.
Die Weinberge in der Flur Haufler gehörten dem Haus Württemberg und unterstanden Mitte des 19. Jahrhunderts der Hofdomänenkammer. Im Jahre 1933 veräußerte Herzog Albrecht von Württemberg das 18 Morgen umfassende Weingut an den Winzer Gustav Münzmay aus Untertürkheim. Dessen Familie bewirtschaftete die Weinlage bis 1950. Danach wurde der Weinbau wegen Unrentabilität aufgegeben und die Weinberge verödeten.